# Juan Villerías
Fray Juan de  Villerías (¿?, 1775 - Matehuala, San Luis Potosí; 1811). Insurgente mexicano perteneciente a la orden de San Juan de Dios. En 1810 se levantó en armas en San Luis Potosí, pero al ser hostigado por Rafael Iriarte se retiró a Guanajuato, donde se entrevistó con Ignacio Allende, quien lo destacó en las tropas de Mariano Jiménez.
Participó en la acción de Aguanueva y realizó la campaña en Nuevo León. Tras la captura de los líderes insurgentes se incorporó a las fuerzas de Ignacio López Rayón, con quien participó en la batalla de Piñones para luego distanciarse de él.
Fue a Nuevo Santander, donde sufrió sucesivas derrotas a manos del realista Joaquín de Arredondo.
Volvió a San Luis Potosí, donde fue abatido y muerto en combate por el ex insurgente José María Semper, afuera de la parroquia de San Salvador en Matehuala.